# Passion Fruit
Passion Fruit fue un trío alemán de Euro Dance. Los miembros originales fueron Blade (Manye Thompson), Dawn (Viola Schubbe), Pearl (Carla Sinclair) y MC Steve (Mario Zuber). La formación posterior estuvo integrada por el trío Nathaly van het Ende, María Serrano Serrano y Debby St. Maarten.
Llamado así en honor a la fruta tropical, Passion Fruit, comenzó en junio de 1999 con el éxito dance-pop top 10 "The Rigga-Ding-Dong-Song". Las canciones "Wonderland", "Sun Fun Baby" y "Bongo Man" siguieron en 2000 y 2001, y todas llegaron al top 40 en la lista de sencillos alemana. "I'm Dreaming of... A Winter Wonderland" fue lanzado póstumamente en diciembre de 2001 apenas una semana después de que el grupo se viera involucrado en un accidente aéreo masivo que mató a María y Nathaly el 24 de noviembre del mismo año.
Passion Fruit cantó originalmente "The Rigga Ding Dong Song", que fue el sencillo más exitoso del grupo. El sencillo alcanzó el top 10 en 14 países, incluidos Alemania, Austria y Suiza, y el top 20 en los Países Bajos. Se convirtió en un éxito número 1 en México. La formación original se puede ver en la portada del sencillo y en el video musical. Además de los 3 minutos y 25 segundos principales de Radio Mix, hubo otras tres mezclas, Extended Mix (5:12), Plastic Bubble Mix (5:03) y Munsta Groove Mix (5:41). Exactamente diez años después del lanzamiento de Passion Fruit, en 2009, el grupo de pop alemán Cherona lanzó su versión titulada "Rigga-Ding-Dong-Song", eliminando el artículo definido "the" del título. La versión de Cherona en Columbia Records, acompañada de un video musical, se convirtió en un éxito menor para ellos en Alemania y Austria. La canción apareció en el álbum Sound of Cherona de la banda en 2009.

## Primera alineación
- Blade (Manye Thompson)

- Dawn (Viola Schubbe)

- Pearl (Carla Sinclair)

- MC Steve (Mario Zuber)

La primera formación se estableció en junio de 1999 después del lanzamiento de "The Rigga-Ding-Dong-Song", pero la formación pronto se separó en octubre debido a tensiones y diferencias musicales.

## Segunda alineación
- Nathaly van het Ende (2 de enero de 1975 en Amsterdam, Países Bajos – 24 de noviembre de 2001) (26 años)
- María Serrano Serrano (26 de noviembre de 1973 en  Duisburgo, Alemania – 24 de noviembre de 2001) (27 años)
- Debby St. Maarten (nacida en 1973 en Delft, Países Bajos) (50 años)

La segunda formación reemplazó a la primera en enero de 2000 con el lanzamiento de "Wonderland" y continuaron actuando en vivo y lanzando los sencillos "Sun Fun Baby (Looky Looky)", "Bongo Man" y "I'm Dreaming Of... A Winter Wonderland", hasta los acontecimientos del accidente de avión a finales de 2001.

## Accidente de avión (El día que murió la música Euro-Dance)
El 24 de noviembre de 2001, después de que el grupo diera su última actuación en Leipzig para Coca-Cola, abordaron el vuelo 3597 de Crossair para viajar de Berlín a Zúrich. Durante la aproximación final del vuelo al aeropuerto de Zúrich, el capitán tomó una decisión fatal al descender demasiado pronto mientras intentaba ubicar la pista debido a la mala visibilidad y al no leer el DME que le habría dicho qué tan lejos de la pista estaba realmente, causó que el avión se estrellara contra un bosque y se incendiara en Bassersdorf a sólo 2,5 millas cerca de la pista del aeropuerto de Zúrich. María y Nathaly fallecieron junto con la exvocalista de La Bouche Melanie Thornton y otras 21 personas, mientras que Debby sobrevivió junto con otras 8 personas. Debby fue trasladada de urgencia al hospital para recibir tratamiento por sus heridas y los médicos descubrieron que tenía quemaduras de segundo y tercer grado en las manos y la cara y múltiples hematomas. María se hizo miembro del Club 27. Mucha gente se ha referido a esto como "El día que murió la música euro-dance". "I'm Dreaming Of... A Winter Wonderland" fue lanzado póstumamente el 3 de diciembre de 2001 y las regalías del sencillo fueron donadas a las familias de las víctimas y sobrevivientes del accidente. Después de que se lanzó el sencillo, el acto de Passion Fruit se suspendió y no se lanzaron más sencillos ni álbumes.

## Post-accidente
De 2002 a 2006, Debby continuó con el tratamiento continuo de sus heridas. De vez en cuando publicaba mensajes en el sitio web oficial de Passion Fruit, generalmente cada noviembre alrededor del aniversario del accidente aéreo para recordar a María y Nathaly. El 5 de diciembre de 2006, apareció en una entrevista en el programa de televisión ZDF Hallo Deutschland que la mostró visitando el lugar del accidente con su familia y anunció que había grabado algunas canciones para su álbum de regreso, una de ellas se llamaba "Girls", sin embargo, debido a su salud y otras razones personales, no estaba lista para su regreso y el álbum finalmente fue archivado por su manager. En 2007, después de que Debby se recuperó por completo, regresó a su ciudad natal en los Países Bajos para trabajar como trabajadora social y fue entrevistada por el vigésimo aniversario del accidente el 3 de diciembre de 2021.

## Lanzamiento del segundo álbum y otro material
Passion Fruit estaba trabajando en su segundo álbum de estudio a mediados de 2001, poco antes del accidente. Solo se lanzaron dos sencillos durante el período: "Bongo Man" y "I'm Dreaming Of... A White Christmas". El segundo álbum habría sido el primer lanzamiento bajo su nuevo sello Edel, pero fue archivado después de los eventos del accidente. El sencillo "Bongo Man" incluía la canción "Passion Gang" como pista extra. El otro sencillo, "I'm Dreaming of"... A White Christmas", fue lanzado en el sencillo "I'm Dreaming of... A Winter Wonderland", incluida la canción, una versión alterada llamada "I'm Dreaming of... A Winter Wonderland" con básicamente la misma letra pero diferentes coros, y dos mezclas de la versión "Winter Wonderland".
La canción "P.A.S.S.I.O.N." fue grabada por la primera formación en 1999 para el álbum Spanglish Love Affairs, pero luego fue cortada. Más tarde se lanzó en el sencillo "Sun Fun Baby (Looky Looky)" como pista extra.
Se cree que el sencillo de 2004 "Kiss Me (Na, Na, Na)" de Leticia, quien grabó voces para la mayoría de los lanzamientos de Passion Fruit, bajo el sello Edel, estaba destinado a Passion Fruit, probablemente para el segundo álbum archivado.

## Las voces reales de Passion Fruit
La voz principal de todas las canciones estuvo a cargo de la cantante germano-cubana Leticia Pareja Padrón, los raps estuvieron a cargo del cantante Kenneth KC Clemmons de Flensburg. No fue hasta su último sencillo "I'm Dreaming of... A Winter Wonderland" / "I'm Dreaming Of... A White Christmas" que la segunda formación de la banda se involucró en la grabación.

## Discografía

### Álbumes
- Spanglish Love Affairs (1 de septiembre de 2000)

### Sencillos
| Fecha de lanzamiento   | Título                                   | Posiciones pico en el gráfico | Posiciones pico en el gráfico | Posiciones pico en el gráfico | Posiciones pico en el gráfico | Posiciones pico en el gráfico | Posiciones pico en el gráfico | Álbum                  |
| Fecha de lanzamiento   | Título                                   | Alemania                      | Australia </br>               | AUT                           | CZE </br>                     | NLD                           | SWI                           | Álbum                  |
| ---------------------- | ---------------------------------------- | ----------------------------- | ----------------------------- | ----------------------------- | ----------------------------- | ----------------------------- | ----------------------------- | ---------------------- |
| 24 de junio de 1999    | "The Rigga-Ding-Dong-Song"               | 9                             | 85                            | 9                             | —                             | 15                            | 7                             | Spanglish Love Affairs |
| 29 de enero de 2000    | "Wonderland"                             | 22                            | —                             | 11                            | 9                             | —                             | 69                            | Spanglish Love Affairs |
| 5 de junio de 2000     | "Sun Fun Baby (Looky Looky)"             | 34                            | —                             | 33                            | —                             | —                             | 81                            | Spanglish Love Affairs |
| 25 de junio de 2001    | "Bongo Man"                              | 35                            | —                             | 44                            | —                             | —                             | 81                            |                        |
| 3 de diciembre de 2001 | "I'm Dreaming of.. A Winter Wonderland"" | 72                            | —                             | 63                            | —                             | —                             | 56                            |                        |